# Ectropis phibalapteraria
Ectropis phibalapteraria är en fjärilsart som beskrevs av Achille Guenée 1858. Ectropis phibalapteraria ingår i släktet Ectropis och familjen mätare. Inga underarter finns listade i Catalogue of Life.